# 萬建崑
萬建崑（?—?），字季瑜，江西南昌府南昌縣東溪人，明朝政治人物。同進士出身。萬廷言長子。

## 生平
萬曆十七年（1589年）進士，擔任湖廣荊州府推官。博學多問，治案公正，“老吏皆憚焉”。升禮部主事。因“第一次妖書案”謫戍廣西思恩軍民府武緣縣（今广西壮族自治区武鸣县）典史。